# Spigelia humboldtiana
Spigelia humboldtiana är en tvåhjärtbladig växtart som beskrevs av Chamisso och Schlechtendal. Spigelia humboldtiana ingår i släktet Spigelia och familjen Loganiaceae. Inga underarter finns listade i Catalogue of Life.